# Apanteles lissos
Apanteles lissos är en stekelart som beskrevs av Nixon 1967. Apanteles lissos ingår i släktet Apanteles och familjen bracksteklar. Inga underarter finns listade i Catalogue of Life.